# La Roche-Bernard
La Roche-Bernard è un comune francese di 778 abitanti situato nel dipartimento del Morbihan nella regione della Bretagna.

## Società

### Evoluzione demografica
Abitanti censiti